# 적률법
적률법 또는 적률추정법은 K차 모적률과 K차 표본적률을 일치시켜 모수를 추정하는 방법이다. MLE와 베이지안 추론과 같은 모수를 추정하는 방법이다. 점추정 방법 중 하나이다.